# Juan de Castro (cardenal)
Para otros personajes del mismo nombre, véase Juan de Castro.
Juan de Castro (Valencia, 22 de marzo de 1431-Roma, 29 de septiembre de 1506) fue un eclesiástico español. 

## Biografía
Nacido en el seno de la noble familia de Castro-Pinós en el Reino de Valencia, no hay noticias de sus primeros años de vida.  
Era prefecto del castillo Sant'Angelo de Roma y abad del Fossanova cuando en 1479 Sixto IV le nombró obispo de Agrigento.  
En 1484 ofició como conclavista del cardenal Rodrigo de Borja en el cónclave en que fue elegido papa Inocencio VIII, y después de que el cardenal Borja ascendiera al papado le creó cardenal en el consistorio de 1496, concediéndole el título de Santa Priscila. 
Nombrado administrador apostólico de la diócesis de Schleswig desde 1499, participó en el cónclave de septiembre de 1503 en que fue elegido papa Pío III y en el de octubre del mismo año en que lo fue Julio II y fue administrador de la diócesis de Malta desde 1504.
Fallecido en Roma en 1506 a los 75 años de edad, fue sepultado en la Basílica de Santa María del Popolo, donde todavía se conserva su mausoleo en la capilla de la Natividad.  